# Riverton, New Jersey
För andra betydelser, se Riverton.
Riverton är en kommun (borough) i Burlington County, New Jersey, belägen på Delawareflodens östra sida, 16 kilometer (10 miles) nordost om centrala Philadelphia. Kommunen, Borough of Riverton, hade 2 764 invånare vid 2020 års folkräkning. Tillsammans med hela Burlington County ingår Riverton i Philadelphia-Reading-Camdens storstadsområde (Combined Statistical Area).
Orten Riverton grundades 1851 vid Delawarefloden. Redan från början planerades den som ett anlagt villaområde efter ritningar av Philadelphiaarkitekten Samuel Sloan. Den tidiga utvecklingen styrdes av The Riverton Improvement Companys exploatering och grundarna lät uppföra stora villor nära vattnet. Riverton blev en självständig kommunal enhet genom beslut av New Jerseys legislatur 1893, på mark som tidigare ingått i Cinnaminson Township. Riverton blev tidigt en så kallad dry town, där försäljning och tillverkning av alkoholhaltiga drycker förbjöds och sedan 1952 skrivs även förbudet in i lagfarterna till Riverton Improvement Companys tomter i området.
Riverton är idag ett gångtrafikvänligt område med trottoarer, gasbelysning och äldre villabebyggelse. Riverton är också säte för Riverton Yacht Club, ett av USA:s äldsta fortfarande aktiva seglarsällskap, och många invånare har egna segelbåtar här.